# Sprachatlas von Mittelfranken
Der Sprachatlas von Mittelfranken (kurz SMF) dokumentiert die geographische Verteilung der Dialekte des Regierungsbezirks Mittelfranken. Er wurde 1989 als Teilprojekt des Bayerischen Sprachatlas an der Universität Erlangen gegründet.

## Methodik
Methodisch steht der Bayerische Sprachatlas in der Tradition der Sprachatlanten „zweiter Generation“ wie z. B. der Sprachatlas der deutschen Schweiz oder der Sprachatlas von Bayerisch-Schwaben. 

### Vorbereitung
In den Jahren 1989–1991 wurden die Voraussetzungen für Erhebungen im Regierungsbezirk Mittelfranken geschaffen. Es wurde ein Fragebuch erarbeitet und ein Ortsnetzraster angelegt, das etwa alle 7 km einen Ort zur Befragung vorsah. 

### Erhebung
In den Jahren 1991–1998 wurden Befragungen in 167 kleinen Ortschaften durchgeführt, die einen großen Bereich des bäuerlichen Lebens zum Thema hatten und auch teilweise auf Tonband mitgeschnitten wurden. Daneben entstanden in dieser Zeit 40 Erhebungen zum Fachwortschatz der Hopfenbauern. Außerdem wurden 166 Befragungen im Stadtgebiet Nürnberg mit Angehörigen verschiedener sozialer Gruppen durchgeführt sowie 97 Befragungen zum jiddischen Sonderwortschatz.

### Fragebuch
Das verwendete Fragebuch umfasst 2808 Einzelfragen, durch die die Phonologie und Morphologie der Mundarten, Syntax und Lexik erhoben werden können. Die einzelnen Fragen sind sortiert nach außersprachlichen Themenbereichen, z. B. Das Vieh und seine Pflege, Ackerbau, Getreide, Wald und Holz.

### Transkription
Der SMF verwendet das Transkriptionssystem Teuthonista. Es basiert auf der 1924 von Teuchert in der Zeitschrift Teuthonista – Zeitschrift für deutsche Dialektforschung und Sprachgeschichte vorgestellten und später im Sprachatlas der deutschen Schweiz modifizierten Lautschrift, die sich durch die Verwendung von Grundzeichen, die weitestgehend dem lateinischen Alphabet entsprechen, auszeichnet. Diese Grundzeichen werden mittels Diakritika hinsichtlich ihres Artikulationsortes und ihrer Artikulationsart genauer gekennzeichnet.

## Publikation
- Band 1 (2003): Einführung. Von Alfred Klepsch unter Mitarbeit von Sibylle Reichel, Steffen Arzberger, Thurid Heyse, Alexander Mang, Horst Haider Munske, Karin Rädle, Stefanie Rigoll, Gerhard Rost, Claudia Rudisch und Cosima Schlichte
- Band 2 (2004): Mittelhochdeutsche Langvokale und Diphthonge. Von Steffen Arzberger, Alfred Klepsch, Alexander Mang, Karin Rädle, Sibylle Reichel, Stefanie Rigoll, Gerhard Rost und Claudia Rudisch
- Band 3 (2014): Mittelhochdeutsche Kurzvokale. Von Karin Rädle.
- Band 4 (2007): Mittelhochdeutsche Konsonanten. Von Michaela Grüner und Claudia Rudisch.
- Band 5 (2005): Wortschatz. Von Steffen Arzberger und Stefanie Rigoll.
- Band 6 (2004): Sprachregion Nürnberg. Von Alexander Mang.
- Band 7 (2007): Morphologie und Syntax. Von Thurid Heyse, Alfred Klepsch und Sibylle Reichel.
- Band 8 (2010): Wortschatz II. Von Markus Wollin.

## Nebenprojekte

### Hopfen
In Mittelfranken ist der Hopfen die verbreitetste und am intensivsten betriebene Sonderkultur. Drei Anbaugebiete von jeweils der Größe eines Landkreises gibt es: Das Hersbrucker, das Spalter und das Aischgründer Gebiet. Letzteres wurde in den dreißiger Jahren aufgegeben, es leben aber noch Personen, die sich an die Arbeit in den Hopfengärten um Neustadt erinnern. Ein Katalog von 200 Fragen zu Benennungen von Pflanzenteilen, zu Verfahren von Anbau, Ernte und Haltbarmachung des Hopfens wurde 1990 nach Probeerhebungen erstellt und in 15 Orten des Hersbrucker, 10 Orten des Aischgründer Gebiet und 11 Orten des Spalter Anbaugebiets abgefragt. Mit der gleichen Methode fanden durch die Teilprojekte SOB und SNIB Erhebungen im Anbaugebiet Hallertau und durch Mitarbeiter des SMF im Anbaugebiet Saaz in Böhmen statt.

### Jiddisch
In Schopfloch wurde lange Zeit eine Varietät des Westjiddischen, das sog. Lachoudische, gesprochen.
Ein Explorator des SMF, Alfred Klepsch, erstellte 1994 anhand eines Lachoudisch-Wörterbuchs und nach Probeerhebungen einen Katalog von 500 Fragen zum Wortschatz des Lachoudischen. Dieser wurde in Schopfloch achtmal abgefragt. Es nahmen an diesen Sitzungen insgesamt 12 Gewährspersonen aller Altersgruppen teil, darunter auch ein Angehöriger der ehemaligen jüdischen Gemeinde von Schopfloch.
Das Lachoudische ähnelt stark der ebenfalls auf dem Jiddischen basierenden Geheimsprache der Viehhändler. Mit dem Lachoudisch-Fragebuch wurden daher auch vier Erhebungen zur Viehhändlersprache durchgeführt.
Auch in anderen Orten sind einige Hebraismen zum Bestandteil der Mundarten geworden. In größerer Entfernung von Schopfloch war jedoch nur eine deutlich geringere Zahl von Hebraismen geläufig, so dass es nicht möglich war, den gesamten Katalog abzufragen. Eine auf 100 Fragen verkürzte Liste konnte jedoch in ganz Mittelfranken eingesetzt werden.
Hiermit wurden 1996 bis 1999 50 Aufnahmen auf dem flachen Land und weitere 15 im Nürnberger Ballungsraum durchgeführt.
Dieses direkt erhobene Datenmaterial sowie die Auswertung von schriftlichen Quellen für das Jiddische Mittelfrankens wurde als Wörterbuch veröffentlicht. Es berücksichtigt auch die durch Knaus und Fuchs erhobenen Wortlisten des Schillingsfürster Jenisch.

### Nürnberg
Dieses Nebenprojekt des SMF entstand in enger Koordination mit dem Projekt Sprachregion München. Beide tragen der besonderen Situation in den großen Ballungsräumen Bayerns Rechnung.
Das Gebiet des Nürnberger Ballungsraums wurde in drei Zonen eingeteilt: den städtischen Kern Nürnbergs, die städtisch geprägten Vororte und die ländliche Umgebung. Die beiden äußeren Zonen wurden jeweils in vier Segmente im Norden, Osten, Süden und Westen der Metropole gegliedert. In den sich hieraus ergebenden neun Gebieten wurden Gewährsleute aus drei Altersgruppen und drei sozialen Gruppen (Angestellte, Arbeiter und Bauern) befragt, aus jeder dieser Gruppen ein Mann und eine Frau. In der Kernzone waren es aus jeder Gruppe zwei Frauen und zwei Männer. Gewährsleute aus der bäuerlichen Schicht konnten nur in den beiden äußeren Zonen hinzugezogen werden. In den städtisch geprägten Vororten waren nur noch einige ältere Personen zu finden, die früher in der Landwirtschaft tätig waren. In diesem Gebiet gibt es heute keine Bauernhöfe mehr. Insgesamt wurden für das Projekt Stadtregion Nürnberg 146 Gewährsleute befragt. Verwendet wurde hierfür ein Kurzfragebuch mit 250 Fragen hauptsächlich zum Tonsilbenvokalismus.

### Wörterbuch von Mittelfranken
Im Rahmen der Kodierung der erhobenen Daten wurde ein Wörterbuch von Mittelfranken mit rund 4000 Stichwörtern erarbeitet, das 1999 erschien.